# Maya Hazen
Ann Maya Hazen (Tokyo, 28 giugno 1978) è un'attrice giapponese naturalizzata statunitense.

## Biografia
Ann Maya Hazen è nata a Tokyo in Giappone, ma naturalizzata statunitense. Oltre a recitare, è una showgirl in programmi televisivi.

## Filmografia

### Cinema
- I'm Not Gay, regia di Andy Lerner e Adam Paul – cortometraggio (2005)
- Six Months Later, regia di David Frigerio – cortometraggio (2005)
- Fifty Pills, regia di Theo Avgerinos (2006)
- Moonlight, regia di Alice Chen – cortometraggio (2006)
- Shrooms - trip senza ritorno (Shrooms), regia di Paddy Breathnach (2007)
- Le regole del gioco (Lucky You), regia di Curtis Hanson (2007)
- Ombre dal passato (Shutter), regia di Masayuki Ochiai (2008)
- Vile, regia di Taylor Sheridan (2011)

### Televisione
- 1/4life, regia di Edward Zwick – film TV (2005)
- The Comeback – serie TV, episodio 1x10 (2005)
- The Loop – serie TV, episodio 1x01 (2006)
- Brothers & Sisters – serie TV, episodio 1x07 (2006)
- Beyond the Break – serie TV, 9 episodi (2007)
- Zeke e Luther – serie TV, episodio 78 (2009)
- Miami Medical – serie TV, 3 episodi (2010)
- Revenge – serie TV, episodi 1x09-1x15 (2011-2012)